# Nuevo Rodeo, Tzintzuntzan
Nuevo Rodeo är en ort i Mexiko.   Den ligger i kommunen Tzintzuntzan och delstaten Michoacán de Ocampo, i den södra delen av landet, 250 km väster om huvudstaden Mexico City. Nuevo Rodeo ligger 2 055 meter över havet och antalet invånare är 176.
Terrängen runt Nuevo Rodeo är lite kuperad. Runt Nuevo Rodeo är det ganska tätbefolkat, med 139 invånare per kvadratkilometer. Närmaste större samhälle är Pátzcuaro, 10,8 km sydväst om Nuevo Rodeo. I omgivningarna runt Nuevo Rodeo växer huvudsakligen savannskog.